# Caccobius obtusus
Caccobius obtusus är en skalbaggsart som beskrevs av Fahraeus 1857. Caccobius obtusus ingår i släktet Caccobius och familjen bladhorningar. Inga underarter finns listade.